# Перегуда Олег Степанович
Оле́г Степа́нович Перегу́да (31 березня 1987, с. Пійло, Івано-Франківська область — 14 червня 2022, с. Богородичне, Донецька область) — український військовик, старший лейтенант 80-ї ОДШБр Збройних сил України, учасник російсько-української війни.

## Життєпис
Народився 31 березня 1987 року в селі Пійло Івано-Франківської області. Навчався в Прикарпатському військово-спортивному ліцеї та Національній академії державної податкової служби України на факультеті фінансів та банківської справи. Там же закінчив військову кафедру, йому надано перше офіцерське звання — молодший лейтенант. Працював у Калуській державній податковій інспекції.
З початком російсько-української війни в 2014 році брав участь в АТО в лавах 4-го добровольчого батальйону оперативного призначення Нацгвардії «Крук».
Розвивав реабілітаційний центр для військовиків «4.5.0 Прикарпаття».
24 лютого 2022 року Олег Перегуда добровільно прийшов до Калуського ТЦК і потрапив на службу до 80-ї окремої десантно-штурмової бригади. Був командиром 2-го десантно-штурмового взводу 5-ї десантно-штурмової роти 2-го десантно-штурмового батальйону 80-ї ОДШБр.
Загинув 14 червня 2022 року поблизу села Богородичне в Донецькій області.

## Вшанування пам'яті
31 березня 2023 року в селі Пійло на фасаді Пійлівського ліцею відкрили інтерактивну меморіальну дошку загиблому воїнові Олегу Перегуді.

## Нагороди
- Орден Богдана Хмельницького II ступеня (7 березня 2024, посмертно) — за особисту мужність, виявлену у захисті державного суверенітету та територіальної цілісності України, самовіддане виконання військового обов'язку[5].
- Орден Богдана Хмельницького III ступеня (4 серпня 2022) — за особисту мужність і самовіддані дії, виявлені у захисті державного суверенітету та територіальної цілісності України, вірність військовій присязі[6].